# Branchiostoma floridae
Branchiostoma floridae är en ryggsträngsdjursart som beskrevs av Carl Leavitt Hubbs 1922. Branchiostoma floridae ingår i släktet Branchiostoma och familjen lansettfiskar. Inga underarter finns listade.